# 芦別市立啓成中学校
芦別市立啓成中学校（あしべつしりつ けいせいちゅうがっこう）は、北海道芦別市上芦別町にある公立中学校。

## 沿革
- 1980年4月1日 - 芦別市立上芦別中学校、芦別市立野花南中学校、芦別市立滝里中学校を統合し、開校する。
- 2006年4月1日 - 芦別市立西芦別中学校を吸収統合する。
- 2024年3月 - 閉校。

## 教育目標
- 自ら考え、創意工夫する生徒
- 豊な心で、明るく生きる生徒
- 心身を鍛え、常に努力する生徒

## 校区
芦別市上芦別町、旭町の一部、野花南町、滝里町、泉、西芦別町、中の丘町、東頼城町、緑泉町、頼城町、川岸。

## 周辺
周辺には水田や畑が広がっており、著名な建築物などは特にない。

## 部活動
- かつては、部活動が盛んで男子バスケットボール部が全国大会に出場経験がある[1]。